# Taufpfennig

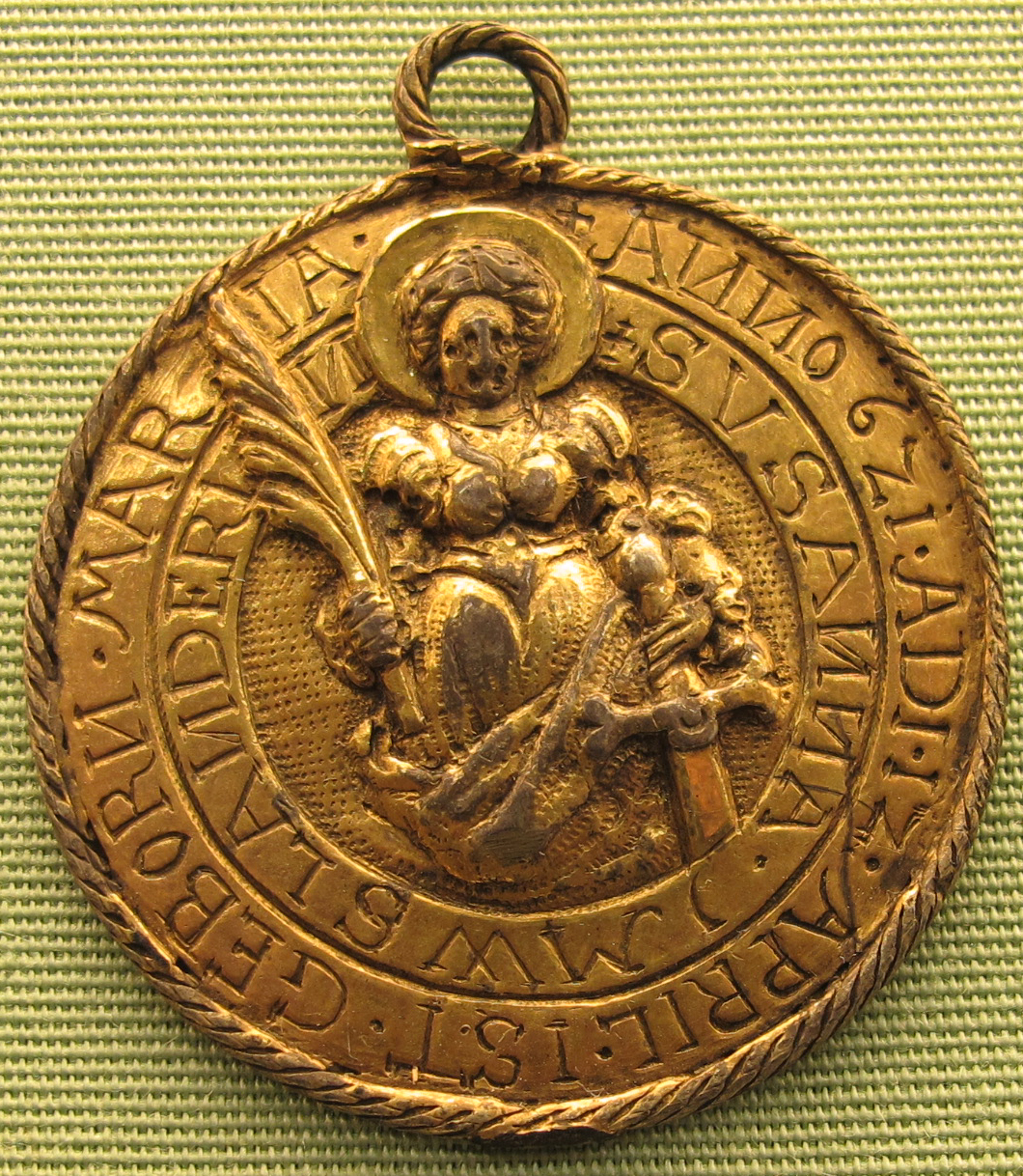
1621 Taufpfennig mit Hl. Katharina von Alexandrien

Ein Taufpfennig oder eine Taufmedaille ist eine Prägung zur Erinnerung an den Tauftag, die den Namen des Täuflings und das Tauf- oder Geburtsdatum aufweist. Im 16. und frühen 17. Jahrhundert waren derartige Taufgeschenke üblich.
Taufpfennige konnte später an einer Halskette getragen oder in die Kleidung gebunden werden. Später wurden Taufpfennige durch Geldgeschenke, zum Beispiel durch die Tauftaler abgelöst (siehe auch: Münzstätte Gotha/die Münzstätte von 1650 bis 1838, darin erste Tauftaler).
Gefundene Taufpfennige enthielten die Inschriften „Johannes Drosendorf wurde am 4. April 1589 in Bayreuth getauft“ oder „Johannes Möller geboren am 9. März 1599“ (Münzfund in Löbsal).